# Diggins Township
Pour les articles homonymes, voir Diggins.
Diggins Township est un township inactif, situé dans le comté de Webster, dans le Missouri, aux États-Unis.
Le township est baptisé en référence à H.W. Diggins, un responsable du chemin de fer.

### Source de la traduction
- (en) Cet article est partiellement ou en totalité issu de l’article de Wikipédia en anglais intitulé « Diggins Township, Webster County, Missouri » (voir la liste des auteurs).